# Gare de Shin-Yurigaoka
La gare de Shin-Yurigaoka (新百合ヶ丘駅, Shin-Yurigaoka-eki) est une gare ferroviaire gérée par Odakyū, située à Kawasaki, dans la préfecture de Kanagawa au Japon.

## Situation ferroviaire
La gare de Shin-Yurigaoka est située au point kilométrique (PK) 21,5 de la ligne Odawara. Elle marque le début de la ligne Tama.

## Historique
La gare a été ouverte le 1er juin 1974. Une importante gare routière a été construite en 1986.

## Services aux voyageurs

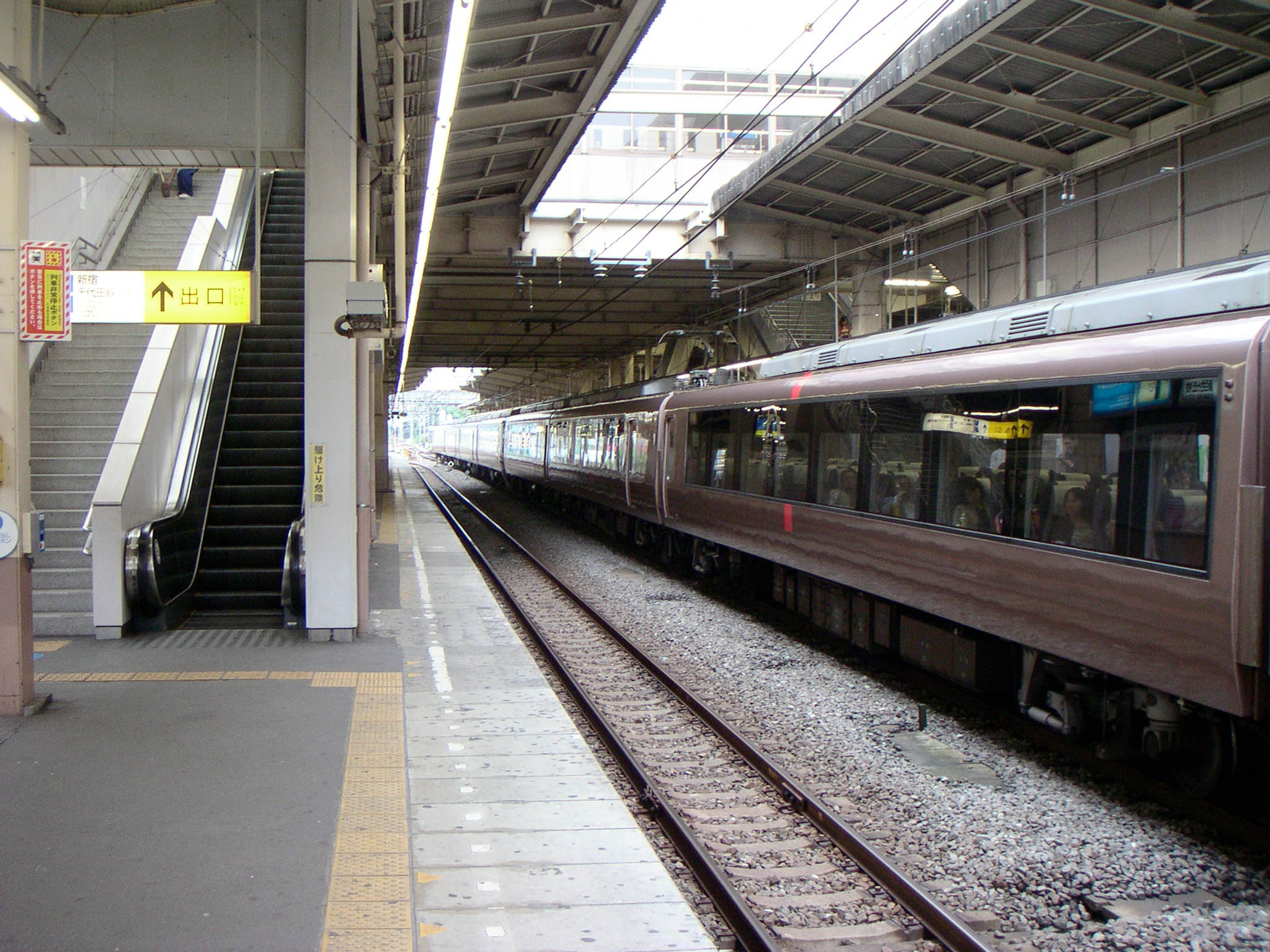
Vue depuis les quais

### Accès et accueil
La gare dispose d'un bâtiment voyageurs, avec guichet, ouvert tous les jours.

### Desserte
- Ligne Odawara :
  - voies 1 et 2 : direction Sagami-Ōno , Hon-Atsugi et Odawara
  - voies 5 et 6 : direction Yoyogi-Uehara (interconnexion avec la ligne Chiyoda pour Ayase) et Shinjuku

- Ligne Tama :
  - voies 3 et 4 : direction Tama-Center et Karakida